# ブリスカヴィカ (駆逐艦)
ブリスカヴィカ（ポーランド語:Błyskawicaブウィスカヴィーツァ）はポーランド海軍の駆逐艦。艦名は「雷、稲妻、稲光」を意味する。グロム級駆逐艦の2番艦。
「ブリスカヴィカ」は、ポーランドで勇敢さを称える最高位の軍事勲章であるヴィルトゥティ・ミリタリを授与された唯一のポーランド海軍艦艇であり、2012年にはプロ・メモリア・メダルを授与された。「ブリスカヴィカ」は2023年現在、グディニアで博物館船として保存されている。帆船「ダル・ポモルザ」の隣に係留されている「ブリスカヴィカ」は、保存されている駆逐艦としては世界最古の艦である。

## 艦歴

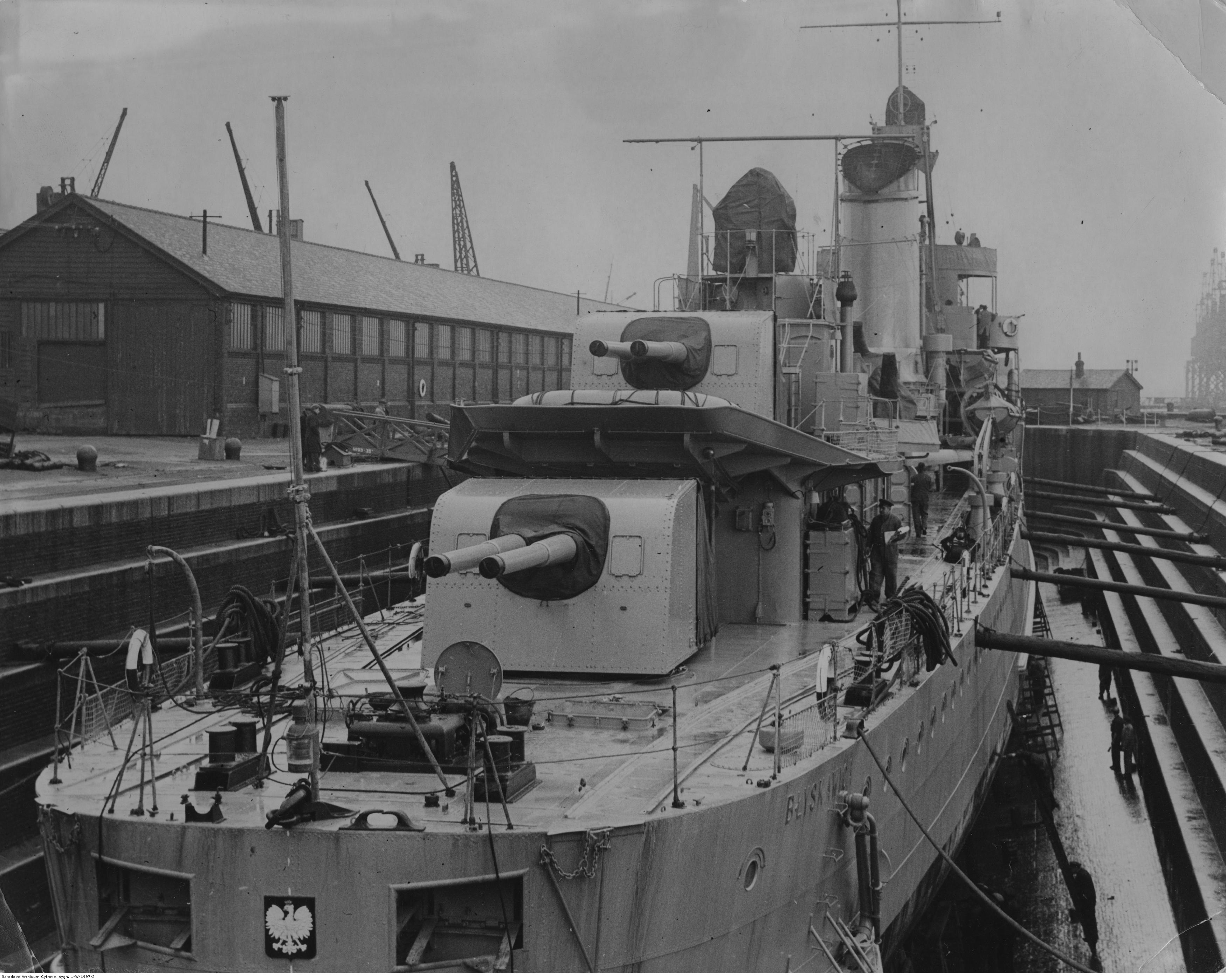
艦尾から見た戦前の「ブリスカヴィカ」。

「ブリスカヴィカ」は、1935年10月1日にワイト島カウズのJ・サミュエル・ホワイトカウズ造船所で起工、1936年10月1日に進水した。本艦の海上公試は成功し、設計速度の39ノットを超える速度を記録した。その後、「ブリスカヴィカ」は1937年11月25日に就役した。グロム級の2隻は第二次世界大戦前に就役していた駆逐艦の中では最も重武装の部類に入る。

### 第二次世界大戦
開戦の2日前、1939年8月30日に「ブリスカヴィカ」と駆逐艦「グロム」、「ブルザ」は損失を避けるためバルト海からイギリスへと向かった（ペキン作戦）。3隻の駆逐艦は8月30日と31日に軽巡洋艦「ケーニヒスベルク」を含むドイツ海軍の軍艦によって目撃されたが、戦争はまだ始まっていなかったため妨害を受けることなく通過し、1939年9月1日17時30分にスコットランドのリースへ到着した。それ以来、3隻はイギリス海軍の本国艦隊と連携して行動した。9月3日、「ブリスカヴィカ」はイギリス海軍より新たなペナントナンバーH34が与えられた。9月7日には「ブリスカヴィカ」はUボートと接触し、ポーランド海軍艦初の対潜攻撃を行った。
1939年11月6日、「ブリスカヴィカ」はドッガーバンクで撃墜されたイギリス空軍の搭乗員を捜索中にドイツ空軍のHe-115から雷撃されたが回避に成功した。11月30日には、触雷沈没した輸送船「シーフ・クレスト」の生存者25名を救助。

### ノルウェーとフランス

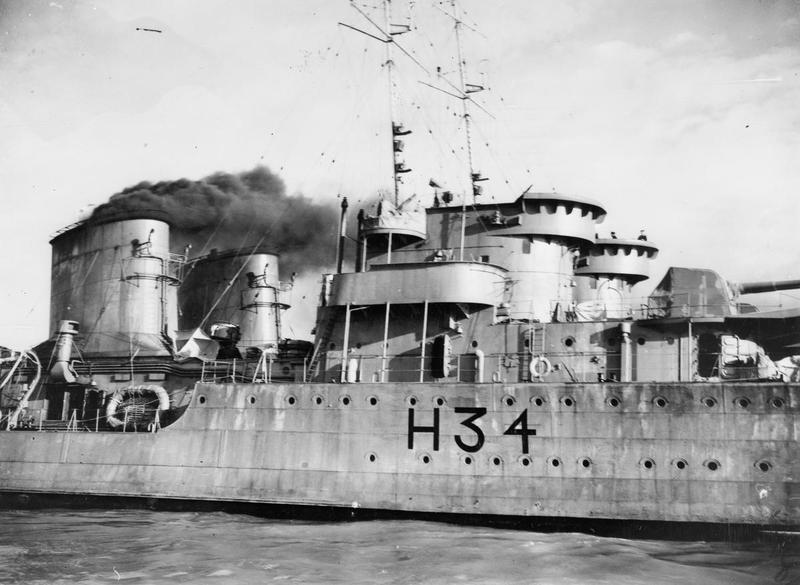
ペキン作戦でイギリスに脱出後の「ブリスカヴィカ」。

1940年4月、「ブリスカヴィカ」はノルウェーの戦いに参加する。4月17日、ドイツ軍に制圧された飛行場を砲撃した（ダック作戦）重巡洋艦「サフォーク」が空襲で大破したため、撤退する同艦の援護を行った。
4月24日にはナルヴィクを砲撃する戦艦「ウォースパイト」らを護衛。5月2日、「ブリスカヴィカ」はロンバケン・フィヨルドのドイツ軍砲台を砲撃し砲3門を破壊するも、4発の命中弾を受けて乗員3名が戦死する。5月5日にはドイツ空軍機の12時間に亘る空襲を切り抜け、8.8cm砲台と交戦しこれを沈黙させた。「ブリスカヴィカ」は対空戦闘により、5月6日と5月10日にそれぞれドイツ軍機1機を撃墜した。そのうち後者では、撃墜した機体の破片が現地の漁民によって回収され、「ブリスカヴィカ」乗員に贈られた。ノルウェーでの作戦において、姉妹艦「グロム」は爆撃により沈没してしまった。
5月の終わりには連合軍のダンケルクからの撤退作戦（ダイナモ作戦）に参加した。作戦中、「ブリスカヴィカ」は空襲で損傷した駆逐艦「グレイハウンド」の曳航や、Sボートに雷撃されたフランス海軍駆逐艦「シクローヌ」の援護、同様にSボートに雷撃され沈没した駆逐艦「シロコ」の生存者救助などを行っている。
1940年8月12日、「ブリスカヴィカ」はポーツマスで対空戦闘を行い、He-111 1機を撃墜した。
戦争の残りの期間を通して、「ブリスカヴィカ」は船団輸送と哨戒任務に参加し、大西洋と地中海においてUボートとドイツ空軍双方と交戦した。例として、1940年9月1日、雷撃を受けて沈没した商船「ハー・ザイオン」から唯一の生存者を救出した出来事が挙げられる。1941年、主砲である120mm砲7門が102mm高角砲8門に換装された。「ブリスカヴィカ」には兵員輸送船の護衛任務も与えられ、とりわけ「クイーン・メリー」の高速に追従することができた数少ない護衛艦艇の1隻であった。
9月3日に「ブリスカヴィカ」は遭遇したUボートを主砲と爆雷で攻撃、9月29日にはSボートと交戦した。10月26日、「ブリスカヴィカ」は輸送船と衝突する事故を起こし修理を行う。修理完了直後の12月4日、アメリカへ向かう船団護衛中に嵐によって大きな損傷を負った。1941年2月11日と4月4日にも悪天候で被害を受けたため修理を受けた。
「ブリスカヴィカ」は建造の地であるワイト島イースト・カウズのJ・サミュエル・ホワイト造船所で嵐による損傷修理と機関整備を受けた。しかし入渠中だった4月23日と4月28日、ドイツ空軍機による空襲で多少の損傷を受けた。

### イースト・カウズ空襲
1942年5月4日から5日にかけての夜、引き続きJ・サミュエル・ホワイト造船所で修理を受けていた「ブリスカヴィカ」は、イースト・カウズの街をドイツ空軍爆撃機160機による空襲から防衛することに貢献した。大規模空襲があった夜、本艦は港外からドイツ空軍爆撃機に対して繰り返し発砲した。
激しい発砲により「ブリスカヴィカ」の砲は非常に加熱したため、冷却のためメディナ川の水を掛けなければならなかった。さらに弾薬の消費により、ポーツマスから「ブリスカヴィカ」へ追加の弾薬を運搬する必要があった。本艦の対空砲火により、爆撃機は高高度を飛行せざるを得ず、目標を適切に狙うことも困難となった。また「ブリスカヴィカ」はカウズ市街を隠ために煙幕を展開した。市街と造船所は一連の空襲により甚大な被害を受けたが、「ブリスカヴィカ」による対空戦闘がなければ状況はさらに悪化していただろうと一般に考えられている。
2002年、空襲から60年を記念して行われた地元の記念式典において「ブリスカヴィカ」乗員が顕彰された。2004年には、カウズの一角が「ブリスカヴィカ」艦長ヴォイチェフ・ロマン・フランキ中佐に敬意を表して「フランキ・プレイス」（Francki Place）と名付けられた。ワイト島議会は空襲70周年と本艦の就役75周年を記念し、2012年に「ブリスカヴィカ」をカウズへ帰港させるという構想を承認した。これは実現しなかったが、同年、カウズ防衛70周年を記念する大規模な祝賀行事が数日間にわたって開催され、本艦に代わってポーランド海軍の戦車揚陸艦「トルニ」が参加した。「ブリスカヴィカ」就役75周年を記念したもう一つの大規模イベントは2017年5月に「ORPブリスカヴィカ協会」の関係者達によって企画され、ポーランド海軍の機雷敷設艦「グニェズノ」が参加した。

### 地中海
「ブリスカヴィカ」は1942年8月5日から8月6日にかけて、マルタ島への増援輸送作戦ペデスタル作戦に付随して洋上からスピットファイア戦闘機を発進させマルタ島へ送る（クラブラン）ベローズ作戦に従事するため、本国を出港する航空母艦「フューリアス」を護衛した。
1942年10月28日、再度マルタ島へスピットファイア戦闘機を輸送する「フューリアス」を護衛（トレイン作戦）。1942年11月から1943年3月にかけて、「ブリスカヴィカ」は軽巡洋艦「シェフィールド」以下のO部隊（Force O）や戦艦「ネルソン」以下のH部隊（Force H）と行動し、トーチ作戦の船団護衛などに従事した。
1943年3月、「ブリスカヴィカ」は、奇しくも同じ意味の艦名を持ち同年3月12日Sボートの雷撃によって沈没した駆逐艦「ライトニング」の代わりとして、北アフリカのボーヌを拠点としたQ部隊（Force Q）に加わる。 

### 北海

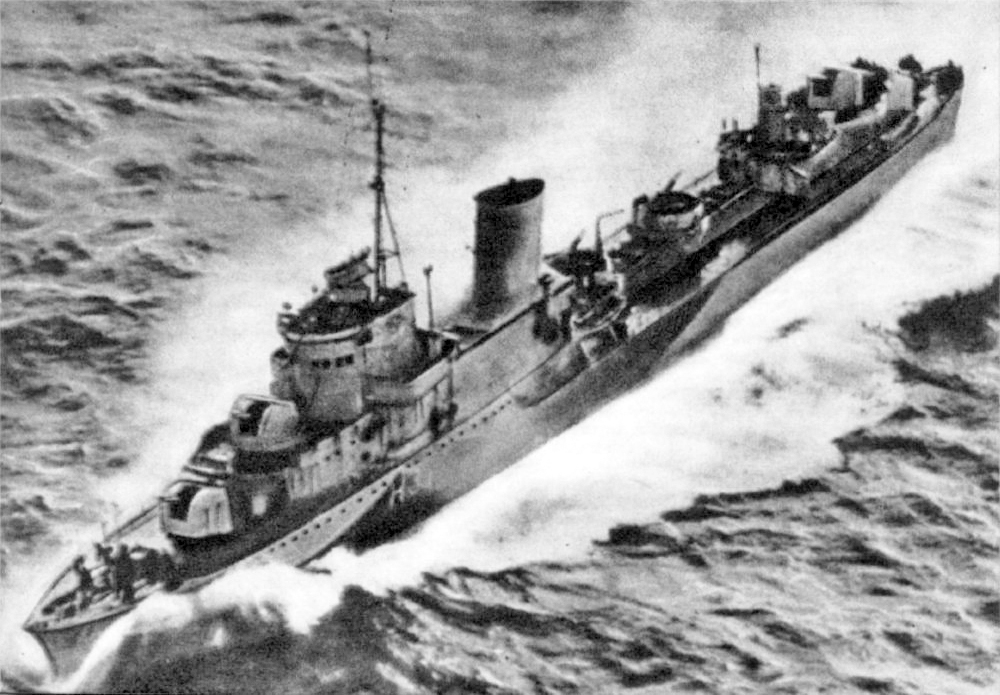
大西洋上の「ブリスカヴィカ」。

1944年1月、「ブリスカヴィカ」はドーバー海峡の制圧を目指してドイツ海軍と戦うイギリス・ポーランド・カナダ合同の第10駆逐艦戦隊（10th Destroyer Flotilla）に配属された。カナダの水兵たちは「ブリスカヴィカ」の名を正しく発音できず、常に本艦のことを「ウイスキーのボトル」（bottle of whiskey）と呼んでいた。
1944年5月3日から5月7日、「ブリスカヴィカ」は ノルウェー沿岸部の敵船舶を空襲する空母「フューリアス」と護衛空母「サーチャー」からなる機動部隊を護衛（クロケット作戦）。さらに5月12日から5月15日、同様に沿岸部を空襲する護衛空母「エンペラー」と「ストライカー」を護衛した（ポットラック作戦）。
1944年6月8日、「ブリスカヴィカ」は第10駆逐艦戦隊の僚艦達と共にウェサン島近海でドイツ海軍駆逐艦と交戦した。この戦闘で駆逐艦「ZH1」を自沈に追い込み「Z32」を擱座させた（ブルターニュ沖海戦）。
1944年7月30日、「ブリスカヴィカ」は軽巡洋艦「ダイアデム」以下の第26部隊（Force 26）に加わり、フランス西部沿岸の敵掃討のため活動した（キネティック作戦）。
第二次世界大戦中「ブリスカヴィカ」は138,356 nmi (256,235 km)を航行し、85回の輸送船団護衛と108回の哨戒に従事した。戦闘では3隻のUボートを撃破し、少なくとも敵機4機を撃墜（ほか不確実3機）。僚艦と共にドイツ海軍駆逐艦2隻を含む複数の敵艦艇を沈める戦績を残した。

### 戦後
1945から1946年初頭にかけて、「ブリスカヴィカ」は駆逐艦「オンズロー」と共に、100隻以上のUボートを自沈処分するデッドライト作戦に参加した。
1947年春、「ブリスカヴィカ」はポーランドの新政府に移管されたが、実際にポーランド人民海軍の旗を掲げてロサイスから出港したのは1947年7月1日であった。7月4日、「ブリスカヴィカ」はグディニアに入港した。
ポーランドに帰還してから最初の数年間、「ブリスカヴィカ」は練習艦として使用され、士官候補生を乗せて巡航した。1951年、「ブリスカヴィカ」はレニングラードを訪問した。
1951年から1952年にかけて、「ブリスカヴィカ」は近代化改装が実施された。本艦のイギリス製4インチ砲の砲身は、ソ連製弾薬の使用を可能にするために同一砲架に乗せられたソ連製B-34 100mm砲身に換装され、40mmと20mmの機銃はソ連製37mm機銃（連装4基と単装2基）に置き換えられた。魚雷発射管も、従来のイギリス製に代わってソ連製533.4mm 3連装魚雷発射管が設置された。その他イギリスの291型レーダーのコピー品を含むソ連製レーダーが追加されている。
1955年9月、「ブリスカヴィカ」は「ブルザ」と共にイギリスのポーツマスを表敬訪問した。1957年7月、「ブリスカヴィカ」は2隻のクロンシュタット級駆潜艇と共にスウェーデンのストックホルムを訪問した。この訪問中、乗員2名が艦から飛び降り、スウェーデンへの亡命を求める事件が発生した。

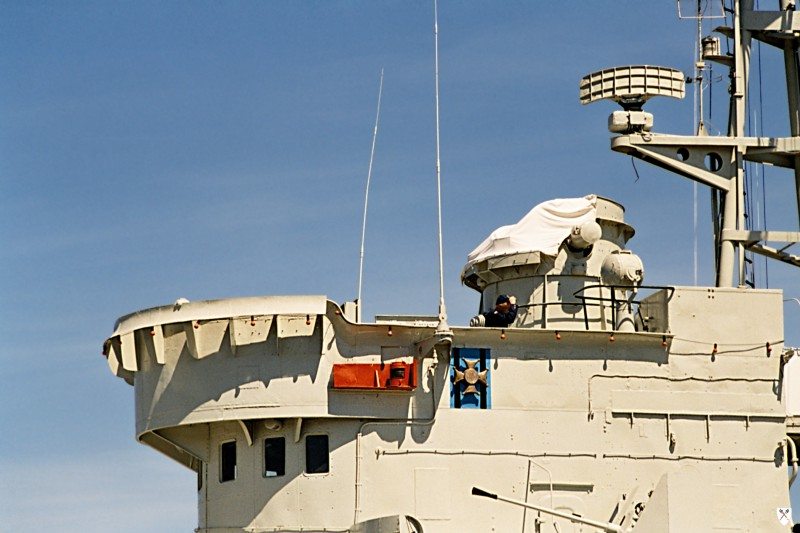
博物館船となった「ブリスカヴィカ」の艦橋。ヴィルトゥティ・ミリタリが掲げられている。

「ブリスカヴィカ」は1957年後半から1960年にかけて2度目の近代化改装を受け、推進機、無線、電子機器、レーダーの更新が実施された。同時に、B-34 100mm主砲はB-34 U 100mm砲に置き換えられた。
「ブリスカヴィカ」は1960年代の10年間、外国の港への表敬訪問を続けた。「ブリスカヴィカ」は1961年にフィンランドのヘルシンキを訪問し、続いて1962年にイギリスのグリニッジを訪れた。1963年9月にはデンマークのコペンハーゲンに寄港。さらに1964年にイギリスのチャタム、1965年にノルウェーのナルヴィクにも寄港している。
1967年8月9日、「ブリスカヴィカ」は演習中にボイラー室の1つで高圧蒸気配管が破裂する事故を起こし、乗員7名が死亡した。この事故の後、「ブリスカヴィカ」の修理は行われないということが決定された。航行不能状態である「ブリスカヴィカ」は1969年6月にシフィノウイシチェ港の対空防御艦に再分類された。

### 博物館船として
1976年5月、「ブリスカヴィカ」は老朽化した「ブルザ」に代わって、グディニアの海軍博物館の一部である博物館船になった。
2006年7月、グディニアで行われた式典において、同様に博物館船として保存されているカナダ海軍の駆逐艦「ハイダ」が「ブリスカヴィカ」と「双子」の協定を結んだ。「ブリスカヴィカ」と「ハイダ」の両艦は、第二次世界大戦中に第10駆逐艦戦隊に所属して共闘している。この式典には両艦の元乗組員や一般の人々が出席した。
「ブリスカヴィカ」は博物館船ではあるものの、形式的にポーランド海軍第3艦隊所属の現役艦として扱われている。

## 栄典
- ヴィルトゥティ・ミリタリ, 4等（英語版）

- プロ・メモリア・メダル（英語版）